# Robert C. Giffen
Pour les articles homonymes, voir Giffen.
Robert C. Giffen (29 juin 1886 - 10 décembre 1962) est un vice-amiral de la marine des États-Unis qui a commandé divers bâtiments de guerre pendant la Seconde Guerre mondiale.
En 1942, il a commandé la Task Force 99, qui comprenait notamment le cuirassé USS Washington et les croiseurs lourds USS Wichita et Tuscaloosa, qui a été détachée auprès de la Home Fleet, et a fait partie de la couverture éloignée des convois de Russie, PQ-15, PQ-16 et du malheureux convoi PQ-17.
Il participa notamment à la bataille de l'île de Rennell, à la campagne des îles Aléoutiennes, aux invasions des îles Gilbert et des Marshall. En mai 1944, il devint le commandant du dixième district naval.